# Robin Clegg
Robin Clegg (ur. 11 sierpnia 1977 w Edmonton) – kanadyjski biathlonista, reprezentant kraju na Igrzyskach Olimpijskich oraz w zawodach Pucharu Świata.
Biathlon zaczął trenować w 1995 r. Cztery lata później dołączył do kanadyjskiej kadry narodowej. Jego najlepszym dotychczasowym startem była ósma pozycja w biegu indywidualnym w Pokljuce.

## Osiągnięcia

### Puchar Świata

#### Miejsca w klasyfikacji generalnej
| Sezon     | Miejsce |
| --------- | ------- |
| 2001/2002 | 88.     |
| 2003/2004 | 52.     |
| 2004/2005 | 74.     |
| 2006/2007 | 82.     |
| 2007/2008 | 65.     |
| 2008/2009 | 79.     |
| 2009/2010 | 93.     |